# Aspergerův syndrom

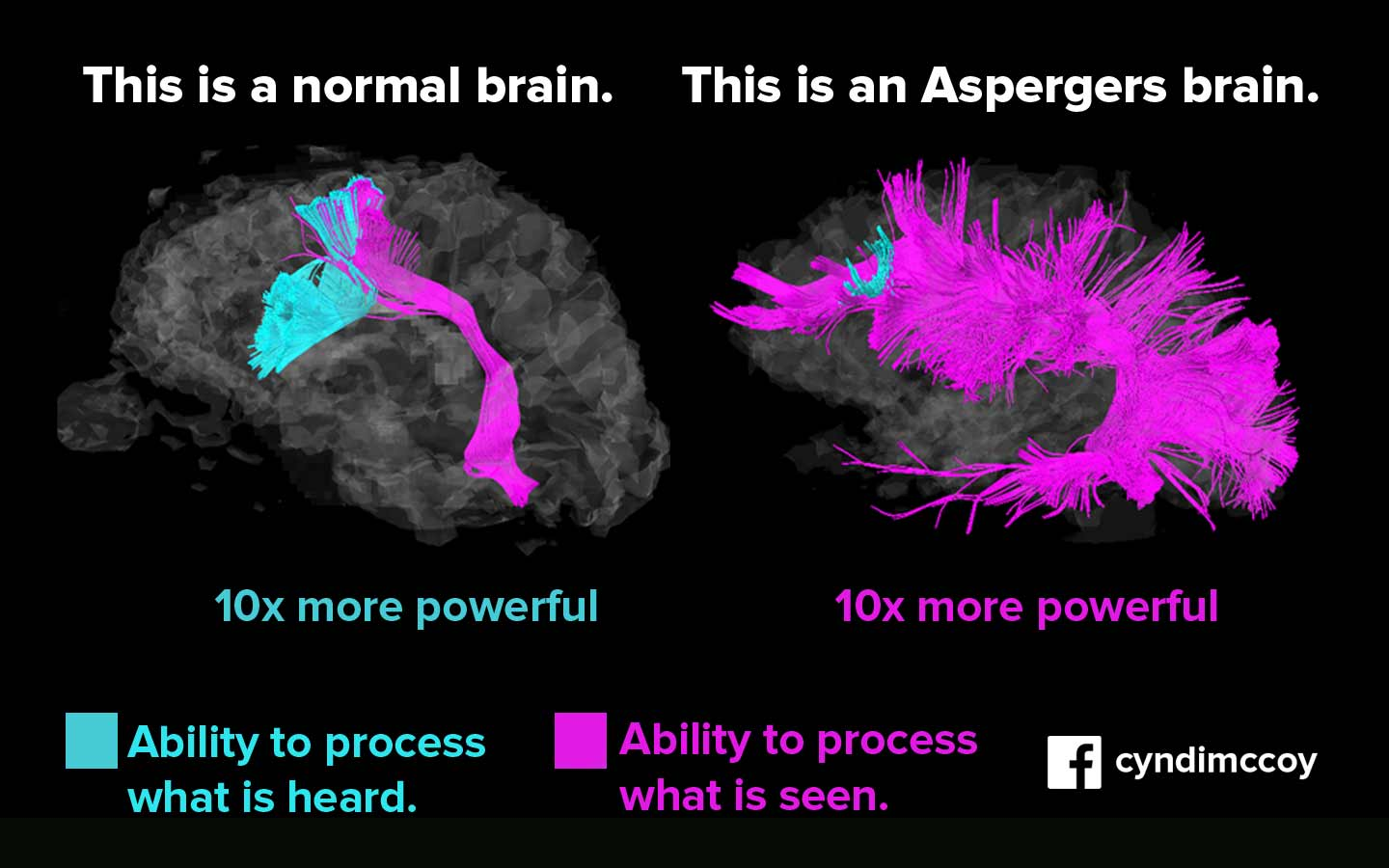
Neurotypický (normální) mozek vs. mozek s AS

Aspergerův syndrom (AS) byla dříve používaná diagnóza neurovývojové poruchy, vyznačující se potížemi v komunikaci a specifickými vzorci chování. Dnes se soubor těchto symptomů označuje jako porucha autistického spektra. Jde především o potíže v komunikaci a sociálním chování, které jsou v rozporu s průměrným až nadprůměrným intelektem, a omezené řečové schopnosti (pasivní slovní zásoba však bývá velmi bohatá, vývoj řeči není opožděn). Emoční a sociální inteligence je snížena, stejně jako schopnost porozumět běžným společenským situacím. V důsledku špatného rozpoznávání záměrů a úmyslů ostatních mohou být nositelé této poruchy v dětském věku snadno manipulováni, protože se z toho jejich vrstevníci pokusí těžit. Lidé s Aspergerovým syndromem jsou někdy považováni za neempatické, což ovšem neznamená, že nejsou s někým schopni soucítit. Jedná se o celoživotní úkaz, který je potenciálně handicapem. Lidé s Aspergerovým syndromem mohou mít problém porozumět ironii, sarkasmu a najít si přátele. Častým úkazem je také smyslová přecitlivělost, speciální zájmy či dyspraxie.

## Název
Porucha je pojmenována podle rakouského psychiatra Hanse Aspergera (1906–1980), který poruchu popsal v článku Autistische Psychopathen im Kindesalter (1944). Asperger si u svých dětských pacientů všiml problémů v sociálním kontaktu, zvláštností v řeči, omezených zájmů a motorické neobratnosti. Rakouský psychiatr se domníval, že se jedná o poruchu osobnosti, a nazval ji „autistická psychopatie“ (v Aspergerově době se termín psychopatie užíval v dnešním významu porucha osobnosti). Tento termín byl v roce 1981 nahrazen termínem „Aspergerův syndrom“. O jeho používání se zasloužila britská psychiatrička Lorna Wingová, která zpopularizovala Aspergerovy práce.

## Vyřazení diagnózy z mezinárodní klasifikace
Jakožto samostatná, oficiálně používaná diagnóza měl Aspergerův syndrom poměrně krátké trvání. V rámci diagnostického manuálu DSM se objevil až ve čtvrté edici (DSM-IV) z roku 1994, přičemž hned v následující edici DSM-V (2013) byl syndrom přiřazen do obecnější kategorie poruch austistického spektra (PAS). Termín "Aspergerův syndrom" se již oficiálně nepoužívá, prakticky se nyní jedná o PAS 1. úrovně (dle tříúrovňového systému DSM-V). Jedním z hlavních důvodů této změny bylo nejasné nalezení a definování hranic mezi "čistým" autismem a Aspergerovým syndromem. Obdobně se syndrom objevil pouze v desáté edici Mezinárodní klasifikace nemocí ICD-10 (1992), nikoli už v následující edici ICD-11 (2019, s platností od roku 2022).
Nicméně někteří lidé, obzvláště ti, co byli v minulosti diagnostikováni právě s Aspergerovým syndromem, však mohou mít tendenci se nadále identifikovat právě jako aspergeři či aspíci. Jiní autisté se zase proti tomuto označení naopak cíleně vymezují kvůli kolaboraci doktora Hanse Aspergera s nacisty a jeho aktivním podílu na eutanazii postižených dětí v rámci nacistického projektu tzv. rasové hygieny. Tato historická skutečnost vyplula na povrch až roku 2018 a nijak již nepřispěla k vyřazení syndromu z diagnostiky. 

## Obecné informace
Vysvětlení AS po odborné stránce: jedná se o poruchu autistického spektra, vyznačující se narušením v oblasti sociální interakce, komunikace a představivosti. Stejná triáda postižení se projevuje i při dětském autismu a atypickém autismu. Při Aspergerově syndromu může být hloubka postižení zpravidla mírnější než při ostatních poruchách autistického spektra, ale někdy tomu bývá i opačně.
Někdy se pro AS používají názvy jako syndrom averzního a příliš intenzivního světa, popř. neviditelná nemoc.
Mezi odborníky probíhá diskuse, jestli existuje rozdíl mezi Aspergerovým syndromem a vysoce funkčním autismem. Kateřina Thorová se domnívá, že v „současné době je Aspergerův syndrom považován za samostatnou nozologickou jednotku. Tvrdit, že Aspergerův syndrom je mírnější formou autismu, je značně zjednodušené. Aspergerův syndrom má svá specifika i problémy, které mohou být stejně závažné, i když kvalitativně odlišné od ostatních poruch autistického spektra.“ Rozlišuje se nízko funkční a vysoce funkční Aspergerův syndrom. Děti s nízko funkční variantou mají těžké problémové chování, které je jen málo ovlivnitelné. Tyto děti od svého okolí úzkostlivě vyžadují dodržování rituálů. Jejich chování je výrazně repetitivní a mívají velice nízkou frustrační toleranci. Navazují kontakt s ostatními bez ohledu na situaci, nebo kontakt tvrdohlavě odmítají. Nejsou schopny emocionální vzájemnosti ani sociálně přiměřeného chování. Jejich kognitivní schopnosti jsou obvykle v pásmu podprůměru, často se u nich objevuje hyperaktivita a poruchy pozornosti. Při vysoce funkčním AS chybí výrazně problémové chování a neochota ke spolupráci. Tyto děti sice mají své vyhraněné zájmy, dokážou se ale věnovat i jiným činnostem. Jejich emocionální reakce se od vrstevníků liší jenom mírně, v sociálním kontaktu působí naivně a nezrale. Mívají průměrné až nadprůměrné intelektové schopnosti. Většina jedinců s AS se nachází někde na kontinuu mezi těmito dvěma póly.

## Projevy
Projevuje se sníženou kvalitou sociální interakce, dodržováním zaběhnutých rituálů v chování, omezenou nebo netypickou mimikou a gestikulací, stereotypními zájmy, problémy s porozuměním ironie, humoru a metafor. Intelekt je v pásmu normy (tj. IQ > 70), někteří jedinci s AS mají výrazné intelektové nadání (IQ > 130), typický je však nápadný a veliký rozptyl mezi subtesty při měření IQ. Jedinec tak může například v některých oblastech dosahovat pásma extrémního nadání (IQ nad 140, 1 ze 300 a více) a na jiných dosahovat pouze hodnot v pásmu nízkého průměru (IQ kolem 95, 35. percentil). Časté jsou také specifické abnormality v oblasti exekutivních funkcí a smyslového vnímání. Děti s Aspergerovým syndromem mají nevyrovnaný vývojový profil. Jejich intelekt je normální, jejich sociální a emoční dovednosti však vždy výrazně zaostávají za jejich kognitivním vývojem. Pro děti a někdy i dospělé s Aspergerovým syndromem je náročné rozlišit, které chování je sociálně přijatelné a které nikoliv. Nerozumějí významu zdvořilých gest (narozeninové přání a podobně), uniká jim smysl společenských formalit. Je pro ně náročné přiměřeně přijmout nebo vyjádřit kompliment, kritiku nebo gratulaci. Chybí jim flexibilita a přizpůsobivost, těžce nesou změny, zejména neplánované. Bývají perfekcionističtí, často odmítají novou aktivitu, protože si nejsou jisti, jestli ji dokonale zvládnou. Jsou extrémně kritičtí k vlastním nedostatkům i chybám ostatních. Mezi silné stránky lidí s AS patří čestnost, respektování pravidel, spolehlivost, důslednost a cit pro detail. Časté bývají problémy v zaměstnáních, takže většina lidí s AS zaměstnání často střídá. Mnoho lidí s AS také žije dlouho do dospělosti u svých rodičů. Osoby s Aspergerovým syndromem se orientují více na sebe, nechtějí být členy nějaké skupiny a sledují hlavně svoje zájmy. Pakliže se zapojí do skupinové činnosti, obvykle mají tendenci všechno řídit a usměrňovat druhé, nebo dělají pouze jednu činnost, nechtějí k ní nikoho pustit a s ostatními nekomunikují. O soutěže a kolektivní hry nemají zájem.

### Teorie mysli
Jedinci s AS mají velký problém porozumět úmyslům, myšlenkám, pocitům a záměrům ostatních. Schopnost vžít se do prožívání ostatních se nazývá „teorie mysli“ a u neurotypických (bez poruchy autistického spektra) dětí se rozvíjí kolem pátého roku. V tomto období dokáže dítě podle mimiky a gestikulace odhadnout emoční stav druhého člověka. U dětí s AS je tato schopnost opožděná nebo narušená. Kvůli tomuto nedostatku často mylně odhadnou pocity druhého člověka, což bývá někdy popisováno jako chybějící empatie. Problém ovšem obvykle nespočívá v nezájmu o toho druhého, ale v problému správně „přečíst“ řeč těla. Tuto problematiku blíže osvětluje tzv. problém dvojité empatie. Ukazuje, že dojem „nedostatku empatie“ vychází spíše ze vzájemného neporozumění mezi autisty a zdravými lidmi. Samotní autisté přitom mají velmi dobrou schopnost empatizovat s ostatními autisty.

### Sociální chování
Tony Attwood, renomovaný odborník na problematiku Aspergerova syndromu, ukazuje, že malým dětem s touto diagnózou často chybí motivace zapojit se do skupinových aktivit, které jsou oblíbené u neurotypických dětí. Děti s AS se obvykle cítí jistěji ve společnosti jednoho kamaráda než ve skupině nebo samy. Některé děti jsou mezi vrstevníky nejisté a vyhledávají společnost výrazně mladších dětí, které jsou sociálně přibližně na stejné úrovni. Jindy vyhledávají dospělé, kteří jsou zpravidla tolerantnější k jejich zvláštnostem. V případě, že si chtějí hrát s vrstevníky, nevědí, jak se do hry zapojit, nerozumějí pravidlům běžných dětských her a sportů.
Attwood také upozorňuje na problémy, kterým čelí děti, mládež i dospělí při vytváření přátelství. Tito lidé se domnívají, že jestli si někoho s AS oblíbí, ten druhý má k nim stejný a stejně intenzivní vztah jako oni. Nedovedou číst jemné náznaky, kterými jim ten druhý chce sdělit, že tomu tak není. Podaří-li se jedinci s AS navázat vztah, je pro ně náročné si přátelství udržet. Potřebuje poradit, jak často se má příteli ozývat, o čem se s ním má bavit, jak řešit konflikty a nedorozumění. Někdy nemají jedinci s AS ani zájem přátelství navazovat.

### Typy sociálního chování
U lidí s Aspergerovým syndromem rozlišujeme pět typů sociálního chování: osamělý, pasivní, aktivní, formální a smíšený.
Pro děti s osamělou formou je charakteristické odmítání fyzického kontaktu (mazlení, hlazení) s rodiči a dalšími blízkými lidmi. Tyto děti nejeví zájem o kontakt s vrstevníky. Nenavazují oční kontakt. Mívají nízkou míru empatie a snížený práh bolesti.
Pasivní děti kontakt s ostatními akceptují, ale samy ho vyhledávají jenom zřídka. Sociální aktivity (setkávání s novými lidmi, oslavy) jim většinou nepřinášejí potěšení. Mají omezenou schopnost vyjádřit své potřeby, nedovedou s ostatními sdílet radost, neumí poskytnout druhým lidem útěchu nebo se s nimi dělit. Tyto děti mají nízkou míru spontánnosti, bývají pasivní, hypoaktivní.
Aktivní děti kontakt rády a často iniciují, neumějí posoudit přiměřenost svého konání, a proto se často chovají nevhodně: dotýkají se cizích lidí, vstupují do jejich osobního prostoru, oslovují neznámé lidi a povídají jim o svých specifických zájmech a podobně. Toto chování odolává pokusům o změnu, protože tyto děti mají problém porozumět pravidlům sociálního chování i kontextu situace. Rády pořád mluví o své zálibě, bez ohledu na zájem posluchače. Mají neobvyklou mimiku, bizarní řeč těla a nepřiměřený oční kontakt („civí“ druhým do očí). U těchto dětí se často vyskytuje i ADHD čili hyperkinetická porucha (HKP).
Děti s formálním chováním svým projevem připomínají spíše dospělé. Mají výborné vyjadřovací schopnosti, jejich řeč však působí strojeně. V sociálním styku jsou odtažití, působí chladným dojmem. Mají v oblibě společenské rituály a úzkostlivě dbají na jejich dodržování. Lpějí na pravidlech a normách chování, jakékoli porušení předpisů je silně rozruší, reagují afektem. Mají problém porozumět ironii, humoru, metaforám. V sociálním kontaktu jsou velice naivní a upřímní, i když se to v dané situaci vůbec nehodí. Mají encyklopedické zájmy, o svém hobby vědí neuvěřitelné detaily a podrobnosti.
U dětí se smíšenými projevy kvalita sociálního kontaktu značně kolísá. Jejich projevy jsou rozmanité, závisejí na kontextu a osobě, s níž navazují kontakt. Vyskytují se u nich prvky všech čtyř typů chování.

### Emoce lidí s AS
Někteří lidé s AS mají ochuzené emoce, zdaleka to neplatí pro všechny. Mnozí mají hluboké a intenzivní pocity, nedokážou jim však porozumět a vyjádřit je sociálně přiměřeným způsobem. Attwood ukazuje, že emoční zralost dítěte nedosahuje úroveň přiměřenou věku a kognitivním schopnostem. Chybí jim jemnost ve vyjadřování emocí, svůj hněv, smutek nebo úzkost dávají najevo příliš intenzivně. Často se objevují intenzivní záchvaty afektu, které vyvolala pro jiné nenápadná událost (například drobná změna programu). U jedince s AS běžně dochází k prudkým změnám nálad. Tito lidé nedovedou rozpoznat, kdy je vhodné mluvit o svých emocích, a tak mohou někdy přílišným odhalením svého citového života uvést kamaráda nebo skupinu vrstevníků do rozpaků. Lidé s Aspergerovým syndromem jsou schopni lásky, ale vztah s nimi není snadný. Mívají problém s dostatečným projevováním citů, a naopak výraznou náklonnost ze strany protějšku mohou považovat za obtěžující.

### Řeč
Vyjadřování dětí s AS bývá pedantické a přesné, často připomíná spíše mluvu dospělých než dětí. Někteří pacienti rádi vymýšlejí neologizmy, někdy i vlastní jazyky. Lidé s Aspergerovým syndromem mívají dobrou slovní zásobu, je pro ně však těžké plynule konverzovat s ostatními. Rádi dlouze mluví o svých oblíbených tématech, bez ohledu na to, jestli to posluchače zajímá nebo ne. Mnozí neustále skáčou druhému člověku do řeči, protože neumí odhadnout, kdy nastane vhodný okamžik, aby vstoupili do rozhovoru. Nevědí, jak začít nebo ukončit rozhovor nebo jak změnit téma diskuse. Mnozí mají problém porozumět symbolům nebo příslovím, mate je sarkasmus, ironie a metafory.

### Řeč těla
Někteří jedinci s AS mají chudou mimiku a řeč těla, jiní gestikulují velmi neobvyklým způsobem. Mnozí vyjadřují své pocity fyzicky: třepou rukama nebo kroutí prsty, skáčou radostí a podobně. Pro osoby s Aspergerovým syndromem je typický neobvyklý oční kontakt. Tony Attwood uvádí, že pro lidi s Aspergerovým syndromem je náročné soustředit se na rozhovor a zároveň se partnerovi dívat do očí.

### Speciální zájmy
Jedinci s Aspergerovým syndromem obvykle mají zálibu, která je značně neobvyklá a/nebo jí věnují nezvykle mnoho času. Podle Attwooda existují i lidé, kteří splňují všechna ostatní diagnostická kritéria AS a nemají speciální zájem. Odhaduje, že u 5–15 % lidí s AS speciální zájem chybí. Attwood rozlišuje dvě hlavní kategorie zájmu u lidí s AS: sbírání věcí a získávání informací o určité oblasti. Nejčastěji se vyskytuje zájem o přírodu, vědu a techniku a dopravní systém. Attwood poukazuje na rozdíly mezi speciálními zájmy chlapců a dívek. Zájmy chlapců s AS jsou obvykle hodně odlišné od zálib jejich vrstevníků. Dívky mívají často méně nápadné koníčky, zajímají se třeba o panenky, televizní seriály nebo zvířata podobně jako jiná děvčata v jejich věku. Svému zájmu se ale věnují mnohem intenzivněji než ostatní dívky.

### Smyslová přecitlivělost
U mnohých jedinců s AS se vyskytuje silná přecitlivělost na různé zvuky, světlo, barvy, pachy, chutě nebo dotek. Udává se, že u 70-85 % lidí s touto diagnózou se objevuje přecitlivělost na různé zvuky. Některým lidem vadí překvapivé, krátké zvuky, třeba štěkání psa, jiní nesnášejí vysoké tóny, například zvuk mixéru. Jedincům s AS také často vadí hluk v nákupních centrech nebo na společenských setkáních. Asi 50 % lidí s AS má přecitlivělost na některé chutě a pachy. Běžná je i přecitlivělost na světlo – lidem s AS může vadit prudké sluneční světlo, nebo jas zářivek, používaných uvnitř administrativních budov. U jedinců s touto diagnózou se někdy objevuje zvláštní vnímání teploty – někteří vůbec nevnímají chlad a nosí trička a kraťasy i v zimě. U jiných je zkreslené vnímání bolesti – někteří jsou přecitlivělí na bolest, jiní ji téměř vůbec nevnímají.

### Hyperlexie
U dětí s AS se často vyskytuje velmi dobrá schopnost dekódovat text. Dle různých definicí se jedná buď čistě o dobrou schopnost číst v mladém věku (přibližně 95. percentil čtenářských schopností, plynulé čtení textu kolem 5. roku věku), nebo velmi brzké čtení spojené s nedostatečným pochopením psaného textu (dítě čte ve 2 letech, ale nechápe text). Jedním ze zdrojů této schopnosti je vyšší citlivost jedinců s AS na symboly ve tvaru písmen. Hyperlexie je často komorbidní s neverbální poruchou učení, popř. jejími prvky. Jedinec s hyperlexií tedy může mít relativně omezené prvky vizuálně-prostorového zpracování (a v jiných prvcích vizuálně-prostorového zpracování může naopak vynikat), popř. může být snížena celá jeho vizuálně-prostorová složka intelektu .

### Motorická neobratnost
Aspergerův syndrom je často spojen s motorickou neobratností. Děti s AS mívají problémy s činnostmi, které vyžadují motorickou zručnost, například se zavazováním tkaniček, oblékáním nebo používáním příboru. Jejich nemotornost se může projevit při jízdě na kole, skateboardu nebo bruslích. U mnohých dětí i dospělých se vyskytují neobvyklé pohyby při běhu a chůzi. Někteří nedovedou správně uchopit propisku a jejich písmo je jenom obtížně čitelné. U lidí s AS bývá nejméně postižená schopnost plavat, hrát golf, skákat na trampolíně a jezdit na koni.[zdroj?] Díky své píli dosáhnou někteří v těchto sportech pozoruhodných výsledků. Častá je i jistá strnulost zažívacího traktu, která vede k refluxům žaludečních šťáv do úst. U lidí s AS se také častěji než u normální populace vyskytují volné, hypermobilní klouby a na ně navazující křivost prstů, která zhoršuje motorickou neobratnost.
S motorickou neobratností souvisí častá nevyhraněnost používání rukou a nohou, tj. ani pravák, ani levák. Tato vlastnost přímo souvisí s neobratností. Jedinci s AS jsou častěji leváky než obecná populace a výskyt čistých praváků s AS se pohybuje kolem 40–50 %, kdežto u běžných populací je to kolem 80 %. Toto bývá dáváno do souvislosti s androgenovou hypotézou vzniku AS i leváctví.

### Komorbidita
Studie naznačují, že minimálně 75 % dětí s Aspergerovým syndromem trpí také poruchou pozornosti (ADD – attention deficit disorder) nebo poruchou pozornosti s hyperaktivitou (ADHD – attention deficit hyperactivity disorder). Pozornost se skládá ze čtyř komponentů: schopnosti udržet pozornost, soustředit se na podstatné informace, přesměrovat pozornost a zapamatovat si to, na co člověk svou pozornost zaměřil. Jedinci s AS mají problém se všemi čtyřmi složkami pozornosti. Na druhou stranu když se jedná o předmět jejich zájmu, dokáží se někdy dokonale soustředit. U mnoha jedinců s AS je narušena exekutivní funkce – mají problém plánovat budoucí aktivity. Často nedovedou potlačit okamžité impulzy, nejsou schopni sebereflexe a monitorování vlastní aktivity.
Mezi epilepsií a poruchami autistického spektra existuje souvislost a zdá se, že přítomnost AS lehce zvyšuje šanci na přítomnost nějaké formy epilepsie.
Jak již bylo zmíněno, poruchy kloubů a pojivových tkání (Ehlersův–Danlosův syndrom) jsou také často komorbidní s AS.
Výzkumy naznačují, že u 65 % teenagerů s AS se vyvine afektivní porucha (porucha nálady). Nejčastěji se jedná o úzkostnou poruchu, běžná je též deprese nebo bipolární afektivní porucha. Výskyt poruch nálady u lidí s AS je vyšší než u běžné populace. „Ukazatelem změny nálady a nástupu poruchy může být agrese, sebezraňování, destruktivnost, větší míra sociálního stažení, odmítání aktivit, které do té doby dítě mělo rádo, snížená ochota komunikovat, vyšší míra autistického chování, potíže se spánkem, změna v přijímání potravy (hubnutí, přejídání), ztráta předchozích zájmů nebo naopak zintenzivnění vymezených zájmů a nástup rituálů.“
Přibližně u 25 % osob je k AS přidružen obsedantně kompulzivní syndrom, vzdáleně připomínající obsedantně kompulzivní poruchu (OCD).

### Dědičnost
Aspergerův syndrom, stejně jako všechny takzvané poruchy autistického spektra, je mimořádně silně ovlivněn genetikou, přičemž je dědičný z přibližně 70 až 90 %.

## Diagnostika Aspergerova syndromu

### Diagnostická kritéria AS podle DSM IV
A. Kvalitativně narušená sociální interakce, přičemž se projevují alespoň dva příznaky:
1. výrazně narušené neverbální chování v řadě aspektů, například pohled z očí do očí, výraz tváře, tělesný postoj, gesta při konverzaci
2. neschopnost navázat vztahy s vrstevníky odpovídající vývojové úrovni
3. nedostatek spontánního zájmu o sdílenou radost, zájmy či cíle ve společnosti druhých lidí (například absence ukazování, přinášení či zdůrazňování předmětu zájmu druhým lidem)
4. nedostatek sociální a emocionální vzájemnosti

B. Omezené opakující se či stereotypní vzorce chování, zájmů a činností, přičemž se projevuje alespoň jeden příznak z níže uvedených:
1. pohlcující zaujetí pro jednu či více stereotypních zálib s přísně vymezenými pravidly, které se od ostatních liší intenzitou nebo předmětem zájmu
2. nepružné dodržování specifických rituálů či rutinních činností a bezvýhradné lpění, aby nebyly porušeny
3. stereotypní a pravidelně se opakující pohybové manýrismy (například kmitání či kroužení rukou nebo prsty; pohyby celým tělem)
4. trvalé zaujetí částmi předmětů nebo objekty

C. Poruchy zapříčiňují klinicky významné narušení sociálních, pracovních či dalších významných aspektů života.
D. Nedochází ke klinicky významnému opoždění řečového vývoje (například jednotlivá slova ve dvou letech, slovní spojení udržující komunikaci ve třech letech).
E. Nedochází ke klinicky významnému opoždění kognitivního vývoje, úroveň sebeobsluhy a adaptivního chování (kromě sociální interakce) odpovídá věku; zvědavost ohledně okolí v dětství je v normě.
F. Nejsou splněna kritéria pro diagnostiku jiné specifické pervazivní vývojové poruchy ani schizofrenie.

### Diagnostická kritéria AS podle MKN-10
A. Z celkového hlediska nedochází ke klinicky významnému opoždění mluvené řeči, schopnosti rozumět řeči ani kognitivního vývoje. Podmínkou diagnózy je, aby do dvou let jedinec používal jednotlivá slova a do tří let se naučil používat komunikativní fráze. Sebeobsluha, adaptivní chování a zvědavost týkající se okolí by během prvních tří let měly odpovídat standardnímu intelektovému vývoji. Milníky motorického vývoje jsou však opožděné, běžná je pohybová neobratnost (není však nezbytným diagnosticky významným projevem). Běžně se vyskytují speciální dovednosti, jimiž jedinec bývá pohlcen, avšak ani ony nejsou jedním ze základních předpokladů ke stanovení diagnózy.
B. Kvalitativní odchylky ve vzájemné sociální interakci se musejí projevovat alespoň ve dvou níže uvedených oblastech:
- a) neschopnost udržet přiměřený pohled z očí do očí, užívat výraz tváře, tělesný postoj a gesta pro účely usměrňování sociální interakce
- b) neschopnost navazovat (způsobem přiměřeným mentálnímu věku a navzdory četným příležitostem) vztahy s vrstevníky založené na sdílení zájmů, činností a prožitků
- c) absence sociálně-emocionální vzájemnosti projevující se narušenou či odchylnou reakcí na citové projevy druhých lidí, případně nedostatečná přizpůsobivost chování podle sociálního kontextu nebo chabé propojení sociálních, emocionálních a komunikativních vzorců chování
- d) absence spontánního vyhledávání přítomnosti vrstevníků, s nimiž by jedinec mohl sdílet radost, zájmy či úspěchy (například absence ukazování, přinášení či zdůrazňování předmětu zájmu druhým lidem)

C. U jedince se projevuje neobyčejně silný a úzce vymezený zájem, případně omezené, opakující se a stereotypní vzorce chování, zájmy a činnosti, a to přinejmenším v jedné z následujících oblastí:
- a) pohlcující zaujetí zálibou se stereotypním a opakujícím se vzorcem, která je abnormální svým obsahem nebo zaměřením; případně jeden a více zájmů vyznačujících se netypickou intenzitou a precizně vymezenou povahou, avšak bez abnormalit v obsahu nebo předmětu zájmu
- b) nutkavé zaujetí nefunkčními rutinními činnostmi či rituály
- c) stereotypní a opakující se pohybové manýrismy obsahující buď kmitání, či kroužení rukou, případně prsty, anebo pohyby celým tělem
- d) silné zaujetí částmi předmětů nebo nefunkčními prvky hraček (například barvou, vjemem při doteku jejich povrchu, hlukem či vibracemi, které produkují).

Pro tyto jedince nebývá příznačné, že by se vyznačovali buď pohybovými manýrismy, nebo zájmem o součásti předmětů anebo nefunkční prvky hraček.
D. Poruchu nelze připisovat jiným formám pervazivních vývojových poruch, simplexní schizofrenii, schizotypní poruše, obsedantně kompulzivní poruše, anankastické poruše osobnosti, reaktivní a dezinhibované poruše příchylnosti v dětství.

### Diagnostická kritéria AS, Gillberg a Gillberg, 1989
1. Narušené sociální chování (vyhraněná sebestřednost; alespoň dva příznaky)
  - neschopnost interakce s vrstevníky
  - podprůměrná tendence navazovat kontakt s vrstevníky
  - neodpovídající interpretace sociálních podnětů
  - sociálně a citově nepřiměřené chování
2. Vyhraněné záliby (alespoň jeden příznak)
  - nezájem o jiné činnosti
  - jednoznačný projev zájmu a ulpívání na něm
  - mechanické jednání převažuje nad významem činnosti
3. Pravidelně se opakující činnosti (alespoň jeden příznak)
  - prosazované ve vlastním chování
  - prosazované u druhých
4. Neobvyklé řečové a jazykové charakteristiky (alespoň tři příznaky)
  - opožděný řečový vývoj
  - na první dojem hyperkorektní jazykový projev
  - formální, pedantský přístup k řeči
  - neobvyklé frázování, atypicky působící řeč
  - nedostatečné porozumění, mylné chápání obrazových významů či sdělení, jejichž pochopení se předpokládá s naprostou samozřejmostí
5. Problémy při neverbální komunikaci (alespoň jeden příznak)
  - omezené využívání gest
  - nejasná/nemotorná řeč těla
  - malá výpovědní hodnota výrazu tváře
  - nevhodné výrazy
  - zvláštní/strnulý výraz
6. Motorická neobratnost
  - Podprůměrné výsledky při diagnostickém neurovývojovém vyšetření aspektů vývoje.

### Diagnostická kritéria AS, Szatmari, Brenner a Nagy, 1989
1. Osamocenost (alespoň dva příznaky)
  - nemá blízké kamarády
  - vyhýbá se druhým
  - nejeví zájem o navazování přátelství
  - je vyhraněný samotář
2. Narušené sociální chování (alespoň jeden příznak)
  - s druhými jedná pouze s cílem, aby dosáhl vlastních záměrů
  - neobratné sociální chování
  - jednostranné reakce na vrstevníky
  - potíže při vnímání pocitů druhých
  - odtažitost od pocitů druhých lidí
3. Narušená neverbální komunikace (alespoň jeden příznak)
  - omezený rozsah výrazů tváře
  - neschopnost posoudit citové rozpoložení podle výrazu druhého
  - neschopnost sdělovat významy očima
  - nevyhledává oční kontakt
  - negestikuluje rukama
  - rozsáhlá a neohrabaná gesta
  - nedodržuje osobní prostor, překračuje jeho hranice
4. Atypická řeč (alespoň dva příznaky)
  - nápadný tón hlasu
  - mluví příliš mnoho
  - mluví příliš málo
  - nedostatek návaznosti při hovoru
  - zvláštní používání slov
  - opakující se vzorce řeči

## Diferenciální diagnostika

### Diferenciální diagnostika v dětství
Mezi odbornou veřejností probíhá diskuse o rozdílech mezi Aspergerovým syndromem a schizoidní poruchou v dětství. Schizoidní porucha se projevuje přecitlivělostí, nedostatkem empatie, někdy se vyskytují i paranoidní myšlenky a zvláštní zájmy. Psycholožka Kateřina Thorová uvádí, že schizoidní porucha v dětství „nemá jasně vymezená diferenciálně-diagnostická kritéria vůči poruchám autistického spektra, její popis se do značné míry překrývá se symptomatikou zejména Aspergerova syndromu. V podstatě se dá říci, že se jedná o mírnější variantu Aspergerova syndromu (vysoce funkční Aspergerův syndrom).“ Diskutuje se také o vztahu mezi Aspergerovým syndromem a schizotypní poruchou v dětství. Pro schizotypní poruchu je typické magické a bizarní myšlení, zvláštní zájmy, paranoidní představy, sociální stažení, obřadní řeč, somatosenzorické iluze a psychotické epizody s halucinacemi a bludy. Stejné symptomy se mohou objevit i při Aspergerově syndromu, hranice mezi těmito poruchami je nejasná. Někteří autoři se domnívají, že jde ve skutečnosti o jednu poruchu.

### Diferenciální diagnostika v dospělosti
Christopher Gillberg a Theo Peeters uvádějí, že Aspergerův syndrom „je často v dospělém věku diagnostikován (neoprávněně) jako schizotypní porucha, schizoidní porucha osobnosti, paranoidní porucha osobnosti, atypická deprese, hraniční porucha a dokonce někdy jako schizofrenie.“ Pro schizoidní poruchu je typická mělká emotivita, emoční chlad, sociální izolovanost, trvalé upřednostňování individuálních zájmů před skupinovými aktivitami, nezájem o přátelské nebo sexuální vztahy. Tito lidé velice slabě reagují na podněty, které u druhých vyvolávají hněv nebo smutek. Bývají přemýšliví, originální, nepraktičtí; nezajímají je sociální zvyklosti. Lidé s AS také preferují individuální aktivity, nedodržují společenské konvence, mají potíže s vyjadřováním pocitů, a proto působí chladně a odtažitě. Jedinci s AS na rozdíl od lidí se schizoidní poruchou po vztazích většinou touží, kvůli svému handicapu je však neumí navazovat. Praško uvádí, že pro hraniční poruchu je typická emoční nestálost, problémy s identitou, černobílé myšlení a přetrvávající úzkost. Často se vyskytuje sebepoškozování a sebevražedné myšlenky a/nebo pokusy. Lidé s hraniční poruchou se bojí opuštění a dopouštějí se nevědomé manipulace v snaze vyhnout se skutečnému nebo fiktivnímu opuštění. Při Aspergerově syndromu se běžně objevují všechny příznaky typické pro hraniční poruchu kromě nevědomé manipulace a strachu z opuštění. K záměně se schizofrenií dochází podle Kateřiny Thorové kvůli sociální uzavřenosti, zvláštnímu, zabíhavému nebo hyperrealistickému myšlení, neobvyklým zálibám a paranoidním myšlenkám, se kterými se u lidí s Aspergerovým syndromem setkáváme. Tyto projevy připomínají některé znaky schizofrenie. U člověka se schizofrenií se však vyskytují bludy, halucinace nebo katatonní projevy. Thorová uvádí, že může dojít i k záměně AS s úzkostnými anebo anankastickými poruchami osobnosti. Při úzkostné poruše dochází k sebepodhodnocování a vyhýbání se společnosti podobně jako při AS. Anankastická porucha i Aspergerův syndrom se vyznačují přehnaným perfekcionismem, důrazem na formální pravidla a pedantností. Poruchy osobnosti však nastupují v adolescenci nebo rané dospělosti, Aspergerův syndrom se projevuje již v dětství. Sociální deficit je při poruchách osobnosti mírnější než při AS.

## Aspergerův syndrom v kultuře
Aspergerovým syndromem trpí jedna z hlavních postav animovaného filmu Mary a Max (2009), hlavní postava filmu Adam (2009), Jerry Espenson v seriálu Kauzy z Bostonu (Boston Legal) a také hlavní postava indického filmu Jmenuji se Khan (My Name Is Khan) (2010). Dalším filmem, ve které trpí obě postavy AS, je Mozart and the Whale (2005), dále také hlavní postava ve filmu Simonův vesmír. Známky člověka s Aspergerovým syndromem vykazuje i fyzik Dr. Sheldon Cooper ze seriálu Teorie velkého třesku  nebo forenzní antropoložka Dr. Temperance Brennan v seriálu Sběratelé kostí. Aspergerův syndrom je důležitou součástí seriálu Famílie (Parenthood), kde jím trpí postava Maxe. Aspergerovým syndromem trpí také postava Nikol z českého seriálu Gympl s (r)učením omezeným (2012). Aspergerův syndrom je také přisuzován hrdince trilogie Stiega Larssona Millennium (Muži, kteří nenávidí ženy, Dívka, která si hrála s ohněm, a Dívka, která kopla do vosího hnízda). Biografické drama Temple Grandinová (2010). Saga Noren – hlavní hrdinka dánsko-švédského seriálu Most a Dr. Dicksonová v seriálu Chirurgové (Grey's Anatomy). A také v knížce Řvi potichu, brácho od Ivony Březinové (2017). AS trpí rovněž postava River ze hry To The Moon či Ettiene neboli Ploppi (v českém znění Pooky) z filmu Fakjů pane učiteli 2 a Fakjů pane učiteli 3, hraný Lucasem Reiberem. Z české produkce trpí Aspergerovým syndromem profesor kriminologie Jáchym Tauber ze seriálu Profesor T. (2018), Jakub Kadlec v seriálu Kukačky (2021, 2023), MUDr. Ivan Drahoš v seriálu Anatomie života (2021) a Marta Adamcová v seriálu Případy mimořádné Marty (2022, 2025).
Autoři seriálu South Park si v 8. epizodě 15. série hrají se zkomoleninou názvu syndromu - „Ass Burger“.